# Dục vọng

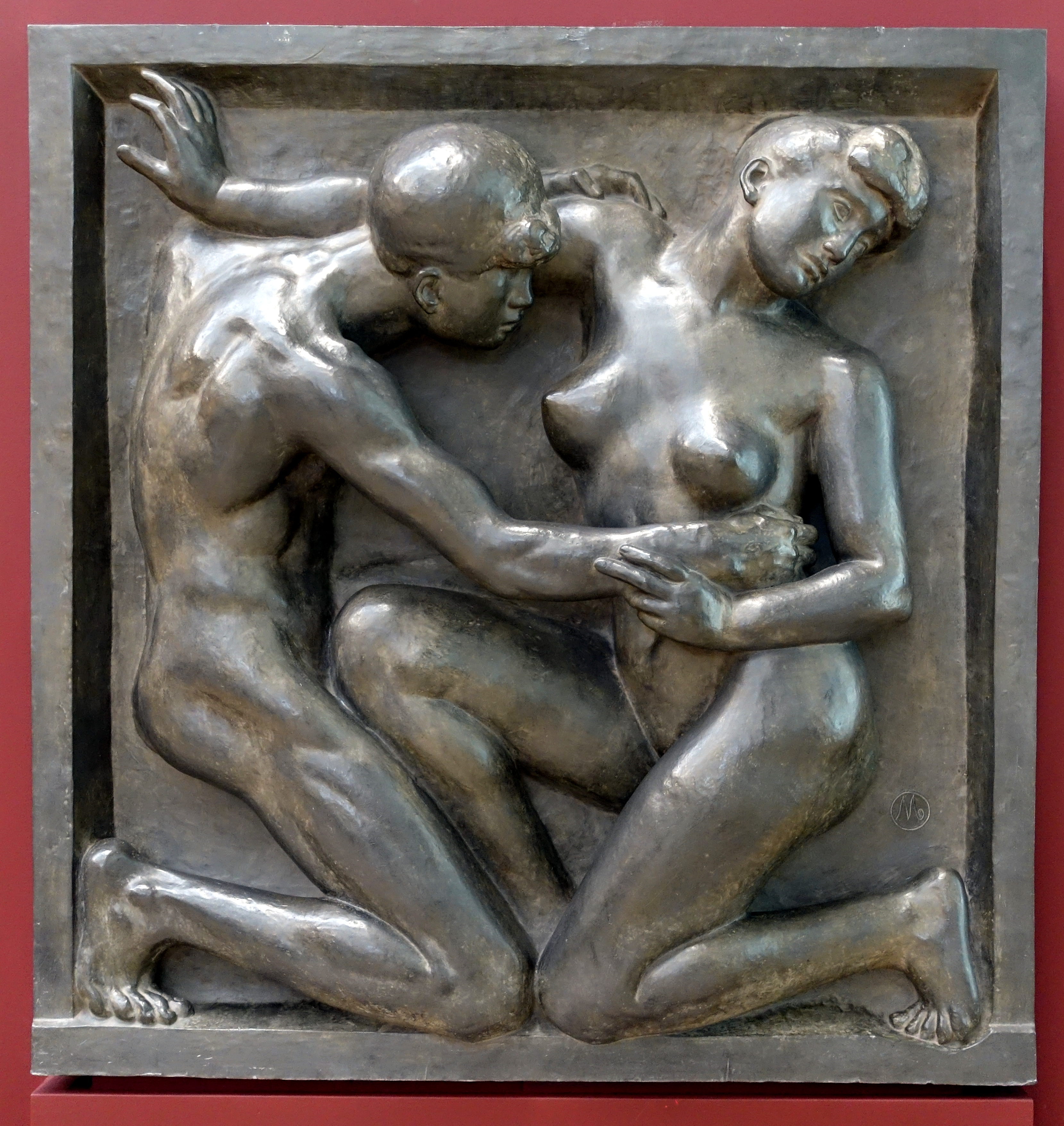
Désir, tác phẩm điêu khắc của Aristide Maillol

Dục vọng (tiếng Anh: desire) là những trạng thái tinh thần được thể hiện bằng những thuật ngữ như "ham muốn", "ao ước" hay "khao khát". Có rất nhiều đặc điểm gắn liền với dục vọng. Dục vọng là nhằm mục đích thay đổi thế giới bằng cách biến thế giới thành ra như thế nào, khác với niềm tin chỉ nhằm mục đích thể hiện thế giới thực tế ra sao. Dục vọng có liên quan chặt chẽ với tác nhân: chúng thúc đẩy hiện thực hóa tác nhân. Để làm được điều này, dục vọng phải được gắn kết cùng niềm tin để thống nhất hành động ra sao nhằm hiện thực hóa điều gì đó. Dục vọng biểu đạt đối tượng của chúng dưới một góc nhìn ưu ái, như thể đó là một điều gì đó tốt đẹp. Dục vọng khi được thỏa mãn thường tạo ra những trải nghiệm mang tính chất dễ chịu, tích cực; ngược lại, nếu không thỏa mãn được dục vọng thì sẽ tạo ra những trải nghiệm tiêu cực. Các loại dục vọng có ý thức thường đi kèm với một số dạng phản ứng mang tính chất cảm xúc. Dẫu nhiều nhà nghiên cứu nhìn chung có quan điểm giống nhau về những đặc điểm chung này, nhưng vẫn tồn tại không ít bất đồng về cách định nghĩa dục vọng, ví dụ đặc điểm nào trong số này là thiết yếu còn đặc điểm nào chỉ là ngẫu nhiên. Các lý thuyết dựa trên hành động định nghĩa dục vọng là những cấu trúc thúc đẩy con người hành động. Các lý thuyết dựa trên niềm vui nhấn mạnh vào xu hướng của dục vọng là tạo ra niềm vui cho con người khi được thỏa mãn. Các lý thuyết dựa trên giá trị thì nhận diện dục vọng đi kèm với thái độ đối với từng loại giá trị, ví dụ phán xét hoặc sở hữu một bề ngoài có vẻ tốt.

## Phân loại
Có thể phân nhóm dục vọng thành nhiều loại khác nhau tùy theo một số điểm khác biệt cơ bản của chúng. Dục vọng nội tại là những gì chủ thể mong muốn vì lợi ích của chính mình, còn dục vọng công cụ là những gì chủ thể mong muốn không vì lợi ích của chính mình. Dục vọng nhất thời có thể là loại dục vọng có ý thức hoặc có tính nhân quả, trái ngược với dục vọng thường trực là loại dục vọng cố hữu ở đâu đó trong tâm trí một người. Dục vọng mệnh đề hướng đến các trạng thái có thể xảy ra của sự việc trong khi dục vọng đối tượng lại hướng trực tiếp về đối tượng. Nhiều tác giả phân biệt giữa dục vọng bậc cao (liên quan đến mục tiêu tinh thần hoặc tôn giáo) và dục vọng bậc thấp (liên quan thú vui thể xác hoặc giác quan). Dục vọng có vai trò quan trọng trong nhiều lĩnh vực khác nhau. Chưa có sự nhất trí trong vấn đề nên hiểu dục vọng là những lý do mang tính thực dụng hay là liệu con người có thể theo đuổi những lý do thực dụng mà không cần gắn liền chúng với dục vọng hay không. Theo lý thuyết về giá trị của thái độ phù hợp, thì một đồ vật được xem là có giá trị nếu nó phù hợp để khao khát hoặc nếu chúng ta phải khao khát nó. Lý thuyết về phúc lợi của sự thỏa mãn dục vọng cho rằng phúc lợi của một người được quyết định bởi việc dục vọng của người đó có được thỏa mãn hay không.

## Tôn giáo

### Phật giáo
Phật giáo xem dục vọng (xem thêm: Ái (Phật giáo)) là căn nguyên của mọi thứ Khổ trong cuộc sống của con người. Việc xóa bỏ dục vọng là cách để đạt được hạnh phúc vĩnh hằng, tức Niết-bàn. Tuy nhiên, đối với hàng tín đồ tu tại gia thì Phật xem dục vọng không hẳn là điều quá xấu xa, tội lỗi bởi họ vẫn được phép sống chung với các dục theo những chuẩn mực nhân bản, nhân văn.

### Kitô giáo
Kitô giáo xem dục vọng là thứ có thể dẫn một người đến với Chúa hoặc xa rời Chúa. Dục vọng không tự thân nó là xấu mà nó là một lực tác động mạnh mẽ lên loài người, mà một khi con người đó đã dâng mình lên Chúa thì dục vọng là một công cụ để tiến bộ, để sống sung túc.

### Ấn Độ giáo
Theo Ấn Độ giáo, thần thoại sáng thế Nasadiya Sukta trong kinh Rigveda có đoạn: "Vào buổi ban sơ, có một kama (dục vọng) đóng vai trò hạt giống đầu tiên của tâm hồn. Người tìm thấy mối ràng buộc giữa tồn tại và không tồn tại trong suy nghĩ thâm sâu".

## Ứng dụng
Các doanh nghiệp trong ngành tiếp thị và quảng cáo sử dụng các nghiên cứu tâm lý về kích thích dục vọng để tìm ra những cách thức hiệu quả hơn nhằm thuyết phục người tiêu dùng mua một sản phẩm hoặc dịch vụ nhất định. Một số chiêu bài là tạo ra cảm giác thiếu thốn cho khách tiềm năng hoặc liên kết sản phẩm với các thuộc tính mang tính dục vọng. Dục vọng còn đóng một vai trò quan trọng trong nghệ thuật. Chủ đề về dục vọng là nội dung cốt lõi của tiểu thuyết lãng mạn, thường tạo kịch tính bằng cách miêu tả những trường hợp dục vọng của con người bị cản trở bởi các quy ước xã hội, giai cấp hoặc rào cản văn hóa. Thể loại kịch tâm lý tình cảm sử dụng cốt truyện khơi dậy cảm xúc dâng trào của khán giả qua lối diễn xuất về "những khủng hoảng về cảm xúc của con người, những câu chuyện tình lãng mạn hoặc tình bạn thất bại", trong đó dục vọng bị cản trở hoặc không được đáp lại.